# Media (Pensilvania)
Media es un borough ubicado en el condado de Delaware en el estado estadounidense de Pensilvania. En el año 2000 tenía una población de 5,533 habitantes y una densidad poblacional de 2,856.8 personas por km².

## Geografía
Media se encuentra ubicado en las coordenadas 39°55′8″N 75°23′17″O / 39.91889, -75.38806De acuerdo con la Oficina del Censo de Estados Unidos, la ciudad tiene un área total de 0.8 millas cuadradas (1,9 km ²), de los cuales, 0.8 millas cuadradas (1,9 km ²) de él son tierra y 1.33% es agua.

## Demografía
Según la Oficina del Censo en 2000 los ingresos medios por hogar en la localidad eran de $42,703 y los ingresos medios por familia eran $58,065. Los hombres tenían unos ingresos medios de $42,121 frente a los $31,904 para las mujeres. La renta per cápita para la localidad era de $28,188. Alrededor del 7.9% de la población estaba por debajo del umbral de pobreza.